# Helegonatopus pseudophanes
Helegonatopus pseudophanes är en stekelart som beskrevs av Perkins 1906. Helegonatopus pseudophanes ingår i släktet Helegonatopus och familjen sköldlussteklar. Inga underarter finns listade i Catalogue of Life.